# Биласпур (княжество)

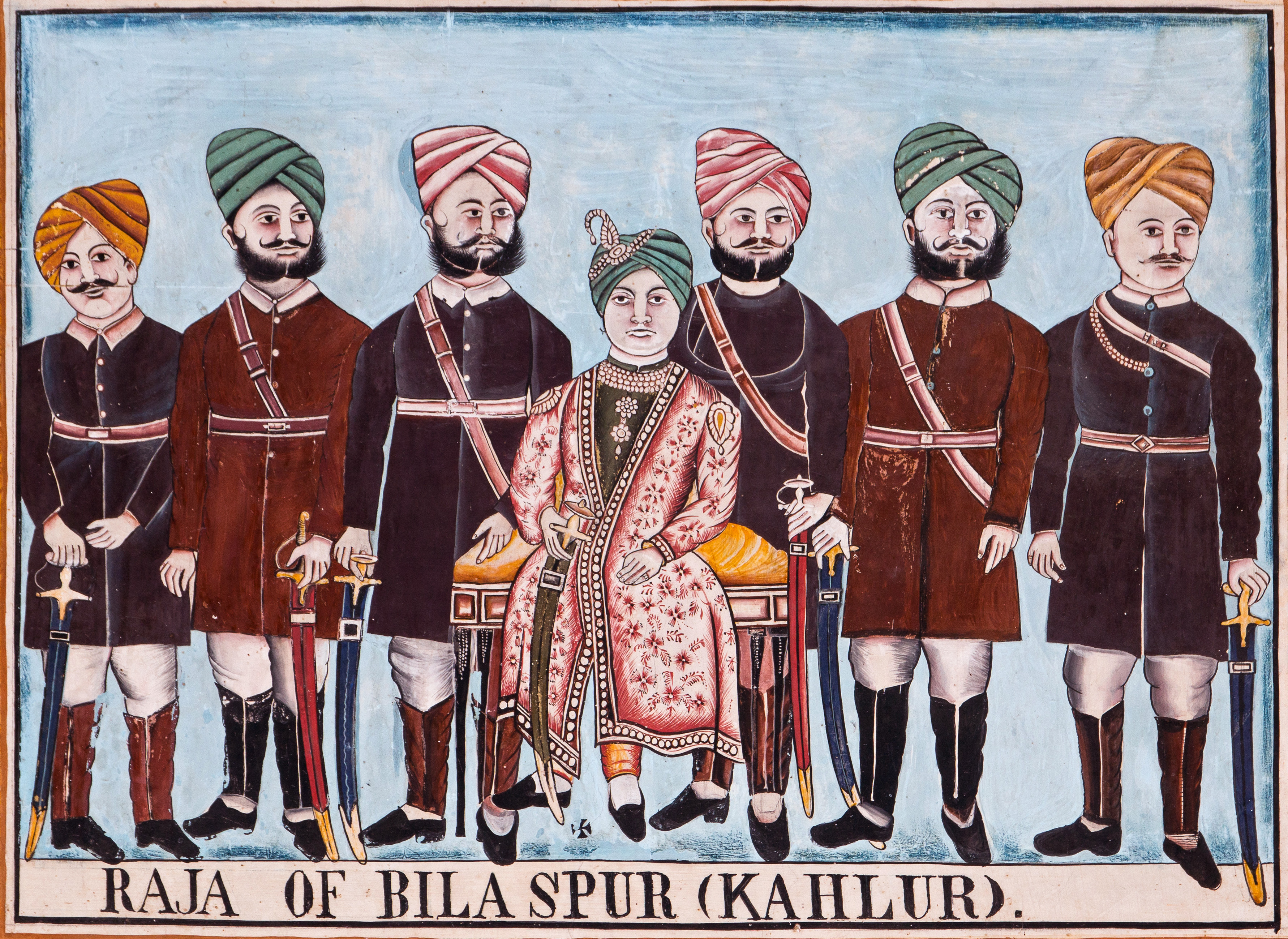
Раджа Биджай Чанд с вождями раджпутов.

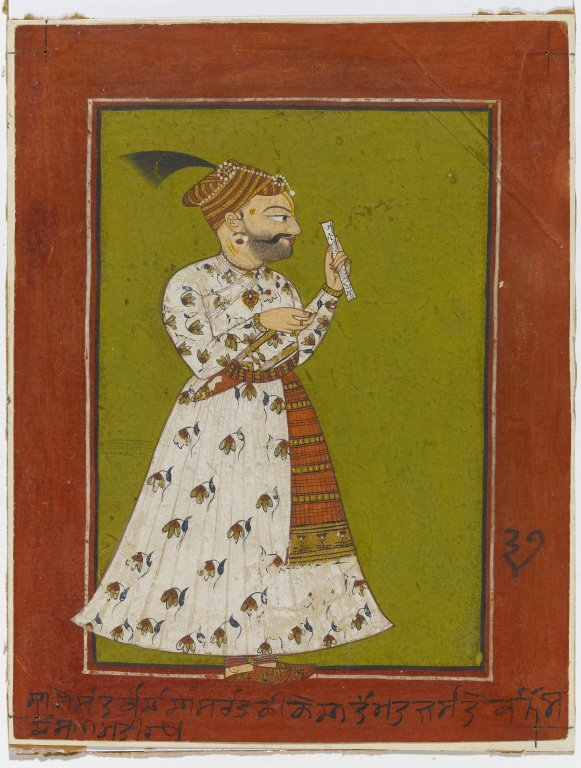
Раджа Биласпура Аджмер Чанд. Акварель примерно с 1730 года в Бруклинском музее

Княжество Биласпур или Калур — туземное княжество в провинции Пенджаб в эпоху Британской Индии, управляемым династией Чандел.
Это княжество первоначально было известно как Калур и позже переименовано в Биласпур. Оно занимало площадь 1173 км² (453 кв. миль) и имело население 100 994 человек согласно переписи 1931 года. Последний правитель княжества Биласпур присоединился к Индийскому союзу 12 октября 1948 года.
Княжество Биласпур оставалось штатом Биласпур в независимой Индии до 1950 года, когда провинция была ненадолго переименована в «штат Биласпур», прежде чем она была объединена с штатом Химачал-Прадеш в качестве округа в 1954 году.

## История
Согласно местным мифам, собранным во время правления Раджи Хира Чанда, государство-предшественник было основано около 697 года Бир Чандом. После того, как Кахал Чанд построил форт Калур, княжество было названо в его честь. Первоначально столица государства находилась в месте под названием Джандбари — ныне в округе Хошиарпур — а затем она была перенесена в Форт Калур, но позже была навсегда перенесена в Биласпур Дип Чандом, 32-м раджой Калура (правил в 1663—1665 годах). С XVIII века правители княжества Биласпур покровительствовали художникам стиля живописи Кангра.
Княжество Биласпур перешло под британский протекторат в 1815 году при радже Махан Чанде и стало одним из горных княжества Симлы. Когда Биласпур присоединился к Индии 28 октября 1948 года, Биласпур сохранил свою независимую идентичность как отдельная провинция и как государство в составе Индии. Раджа был назначен уполномоченным по делам княжества. В последующие годы после отставки раджи его заместитель чхабра, назначенный правительством Индии, помогал управлять временным правительством Биласпура, в то время как территория княжества была политически интегрирована в Индийский союз.
С 26 января 1950 года Биласпур находился под управлением правительства Индии как отдельный штат класса С под названием штат Биласпур, который в 1954 году был включен в штат Химачал-Прадеш в качестве провинции.

## Правители княжества
Раджпутская семья Чандел в Биласпуре принадлежат к разным ветвям правящей семьи. Эти линии многочисленны, и все они пользовались государственными джагир пенсиями, составлявшими в совокупности 40 000 рупий в год в 1933 году. Главные из них:
- Аджмерхандия
- Калиянчандия
- Тарахандия
- Султанчандия

### Раджи
- Бир Чанд, основатель княжества (ок. 697—730)
- Удхран Чанд
- Джаскарн Чанд
- Маданбрам Чанд
- Ахл Чанд
- Кахал Чанд, 6-й раджа
- Слар Чанд
- Мэн Чанд
- Сен Чанд
- Сулхан Чанд
- Кахн Чанд, 11-й раджа. Завоевал Хиндур, который создал как отдельное княжество для своего второго сына.
- Аджит Чанд, 12-й раджа (сын Кахна Чанда)
- Гокул Чанд
- Удай Чанд (1133—1143)
- Ген Чанд
- Прутви Чанд
- Сангар Чанд (1197—1220)
- Мег Чанд (1220—1251)
- Дев Чанд
- Ахим Чанд
- Абхисанд Чанд (1302—1317)
- Сампурн Чанд (1317—1355)
- Ротанг Чанд (1355—1406)
- Нарандар Чанд
- Фатх Чанд
- Пахар Чанд
- Рам Чанд
- Уттам Чанд
- Гьян Чанд (1518—1555)
- Бикрам Чанд (1555—1593)
- Султан Чанд (1593—1600)
- Кальян Чанд (1600—1636)
- Тара Чанд (1636—1653)
- Дип Чанд, 32-й раджа Биласпура (1653—1665)
- Бхим Чанд (Калур) (1665—1692), сын предыдущего
- Аджмер Чанд (1692—1728), сын предыдущего
- Деви Чанд (1738—1778), сын предыдущего
- Махан Чанд (1778—1824), сын предыдущего
- Кхарак Чанд (1824 — март 1839), сын предыдущего
- Джагат Чанд (март 1839—1850), правнук Аджмера Чанда
- Хира Чанд (март 1850 — январь 1883), внук предыдущего
- Амар Чанд (январь 1883 — январь 1889), сын предыдущего
- Биджай Чанд (3 февраля 1889 — 18 февраля 1927), старший сын предыдущего
- Ананд Чанд (1913—1983), 44-й раджа Биласпура (18 февраля 1927 — 12 октября 1983), сын предыдущего
- Гопал Чанд (26 октября 1983 — настоящее время), сын предыдущего.